# Hindringham
Hindringham – wieś w Anglii, w hrabstwie Norfolk, w dystrykcie North Norfolk. Leży 38 km na północny zachód od Norwich i 170 km na północny wschód od Londynu.
W 2001 miejscowość liczyła 431 mieszkańców.